# 長田出入口
長田出入口（ながたでいりぐち）は、大阪府東大阪市にある阪神高速道路13号東大阪線の出入口。環状線方面のみの出入口のハーフICである。大阪市内方面に長田本線料金所が併設されている。

## 道路
- 阪神高速13号東大阪線(13-04)

### 案内板
- 13-04　長田出口　中央環状線

中央環状線との表記があるが、中央環状線の南行（八尾方面）に関しては、次の東大阪荒本出入口が直結している。

## 接続する道路
- 国道308号

## 周辺
- 長田駅
- 荒本駅
- 東大阪市立総合病院
- 大阪府立中河内救命救急センター
- 大阪府立中央図書館
- 東大阪トラックターミナル
- 大阪商業大学

## 隣
阪神高速13号東大阪線
(13-02)森之宮出入口 - (13-03)高井田出入口 - (13-04)長田出入口/TB（TBは西行のみ） - (13-05)東大阪JCT/(13-06)東大阪荒本出入口